# Híbrido chacal-cão
Um híbrido de chacal-cão é um canídeo híbrido nascido a partir do acasalamento entre um cão (Canis lupus familiaris) e um chacal-dourado (Canis aureus). Esse cruzamento ocorreu várias vezes em cativeiro, mas foi confirmado pela primeira vez na natureza em 2015 na Croácia
Acasalamentos semelhantes entre chacais-dourados e lobos-cinzentos nunca foram observados, embora evidências de tais ocorrências tenham sido descobertas por meio de análises de mtDNA em chacais na Bulgária . Embora nenhuma evidência genética tenha sido encontrada de hibridização lobo-chacal cinza nas montanhas do Cáucaso, existem alguns casos onde chacais-dourados geneticamente puros exibiram fenótipos notavelmente parecidos com lobos-cinzentos, a ponto de serem confundidos com lobos por biólogos treinados.

## História
O cirurgião escocês e naturalista amador John Hunter foi o primeiro a escrever um relato da interfertilidade das duas espécies em 1787. Em seu relato, escreveu sobre um capitão de navio da Companhia das Índias Orientais que adotou uma fêmea de chacal e acasalou ela com seu cão spaniel, dando à luz posteriormente a seis filhotes ao chegar à Inglaterra. Hunter comprou um dos filhotes híbridos de sexo feminino e tentou cruzá-lo com vários cães ao atingir a maturidade. Outros experimentos de cruzamentos foram inicialmente dificultados pelo aparente desinteresse da fêmea híbrida pelos cães trazidos a ela, embora posteriormente tenha cruzado com um terrier e produzido cinco filhotes.
Marie Jean Pierre Flourens tentou seus próprios experimentos de cruzamento quase um século depois, observando que os acasalamentos de primeira geração entre as duas espécies tendiam a produzir animais nos quais as características de chacal eram dominantes, com orelhas retas, caudas pendentes, ausência de latidos e temperamentos selvagens. Uma observação semelhante foi feita por Robert Armitage Sterndale, que registrou um experimento de cruzamento de cachorro com chacal abrangendo várias gerações na Índia britânica, observando que características gritantes de chacal podem ser exibidas em híbridos mesmo após três gerações de cruzá-los com cães. Flourens, no entanto, observou que seus híbridos de chacal tornaram-se estéreis após a quarta geração, mas podiam ser acasalados com qualquer uma das espécies parentais.
Charles Darwin escreveu sobre um híbrido de primeira geração mantido no zoológico de Londres que era completamente estéril, embora ele tenha notado que este era um caso excepcional, já que híbridos de primeira geração eram conhecidos por se reproduzirem com sucesso. Ele criticou os experimentos anteriores de Flourens, observando que os espécimes que ele usou eram todos intimamente relacionados; assim, sua esterilidade subsequente teria sido explicada como resultado da consanguinidade .
Experimentos de reprodução na Alemanha com poodles e chacais e posteriormente entre os híbridos cão-chacal resultantes mostraram uma diminuição na fertilidade e problemas de comunicação significativos, bem como um aumento de doenças genéticas após três gerações de cruzamentos entre os híbridos, ao contrário dos cães-lobo, que permaneceram saudável e nunca vieram a se tornar estéreis. Esses híbridos exibiam comportamento muito menos semelhante ao de um cão doméstico do que os híbridos de cão-lobo.
Durante 1975, cientistas do Instituto de Pesquisa Científica DS Likhachev para Patrimônio Cultural e Proteção Ambiental da Rússia iniciaram um projeto de criação em que cruzaram chacais-dourados com pastores-laponianos e outras raças para criar uma raça aprimorada que herdasse o olfato aguçado do chacal e a resistência do pastor-laponiano ao frio. Durante os últimos anos, a Aeroflot usou um quarto de híbridos de chacal, conhecidos como shalaikas, para farejar explosivos que não conseguiriam ser detectados por máquinas.

## Na natureza
Em 2015, a hibridização entre chacais dourados e cães domésticos na natureza foi confirmada quando três espécimes com características anormais foram abatidos na Croácia e tiveram seus marcadores genéticos analisados. Dois dos espécimes, uma fêmea de cor clara e um macho escuro, tinham um fenótipo muito semelhante ao chacal, exceto pela coloração e orelhas arredondadas, enquanto um era muito mais parecido com um cachorro, sem as almofadas das patas médias unidas como no chacal e apresentando ergô sem falar também da pelagem branca com manchas marrons. Acreditasse que este último espécime era a prole da fêmea de cor clara, que provavelmente tinha retrocruzado com um cão Sabujo da Ístria de pelo liso perdido.
Em 2018, um rapaz chamado Ambar Chakraborty avistou uma matilha de chacais-dourados perto de uma vila no distrito de Howrah, no estado de Bengala. Entre os indivíduos, Ambar descreveu dois deles que apresentavam características incomuns em chacais, como manchas espalhadas pelo corpo. A primeiro momento confundiu com cães de rua mas logo começou a duvidar de serem híbridos de chacal-cão. Após o incidente, a Conservation India recebeu, mediante solicitação, uma nota de Arjun Srivathsa, um cientista do Departamento de Vida Selvagem, Ecologia e Conservação de Gainesville, Flórida. Arjun é o líder do projeto Wild Canids-India e sobre o incidente de Howrah respondeu:
A hibridização entre cães e canídeos selvagens é um fenômeno documentado em todo o mundo. Com o aumento nas populações de cães selvagens e selvagens (vadios), é provável que a hibridização esteja se tornando mais comum. Algumas espécies de canídeos selvagens são mais propensas a isso do que outras, com base em seu status taxonômico e estrutura social. Em um estudo de pesquisa em andamento intitulado Wild Canids – India Project, registramos vários relatos de híbridos de cachorro-chacal e cachorro-lobo em muitos locais da Índia, incluindo o avistamento de Ambar em Howrah. A hibridização pode ameaçar as populações de canídeos selvagens e precisamos de mais pesquisas sobre este tópico para entender melhor como abordar o problema. 